# ГЕС-ГАЕС Віцнау
ГЕС-ГАЕС Віцнау — гідроелектростанція на південному заході Німеччини у федеральній землі Баден-Вюртемберг. Становить середню ступінь у каскаді на річці Шварца, знаходячись між станціями Hausern та Вальдшут. Можливо відзначити особливість каскаду, всі три станції якого наділені функцією гідроакумуляції.
Як верхній резервуар використовується водосховище Шварцабеккен (також є нижнім резервуаром ГАЕС Hausern). Воно створене на Шварці за допомогою греблі висотою 43 метри та довжиною 158 метрів і має довжину 0,95 км, ширину 0,27 км та об'єм 1,29 млн м3. Нижній резервуар Віцнаубеккен утворила наступна гребля на Шварці висотою 49 метрів та довжиною 116 метрів. Він має довжину 1,6 км, ширину 0,15 км та об'єм 1,35 млн м3.
До Шварцабеккен за допомогою тунелю також перекидається додатковий ресурс із водосховища Альббеккен, яке має об'єм 2,2 млн м3 та створене за допомогою греблі висотою 28 метрів та довжиною 152 метри у наступній на захід долині річки Альб (як і Шлюхт, до якого впадає Шварца, є правою притокою Рейну, що стікає у нього зі Шварцвальду).
Від Шварцабеккен до машинного залу веде тунель довжиною 9,3 км із балансуючим резервуаром у вигляді шахти висотою 70 метрів та діаметром 12 метрів. Безпосередньо до тунелю також подається ресурс із водосховища Меттмабеккен, яке має об'єм 1,7 млн м3 та створене за допомогою греблі висотою 45 метрів та довжиною 132 метри у наступній на схід долині струмка Меттма (як і Шварца є правою притокою Шлюхта).
Така схема забезпечує напір у 250 метрів. Основне обладнання станції становлять чотири турбіни типу Френсіс потужністю по 55 МВт та чотири насоси потужністю по 32 МВт. Це забезпечує виробництво на рівні 230 млн кВт-год на рік.
Ефективність гідроакумулюючого циклу станції становить 61 %.